# Стоян Торбичков
Стоян (Стойчо) Янкулов Торбичков е български революционер, войвода на Вътрешната македоно-одринска революционна организация.

## Биография
Роден е в стружкото село Подгорци. Влиза във ВМОРО и развива широка дейност в националноосвободителните борби на българите в Македония. Става войвода на селската чета от Подгорци през Илинденско-Преображенското въстание през лятото на 1903 година, с която участва в сражението при местността Горица, Горна Дебърца.
След убийството на Ставре Гогов в 1907 година годеницата му Кота Христова се включва като байрактарка в четата на Торбичков.